# Niklas
|  | For andre personer med dette navn se Nicklas |
Niklas (født 16. september 1983) er en dansk rapper. Niklas udgav i begyndelse af karrieren sine udgivelser viralt og var del af den undergrundsbølge i dansk rap og grime, der opstod omkring 2010 med navne som bl.a. Kidd og Kesi. Hans sange har været særdeles populær på de danske musikstreaming-tjenester, hvor numrene "Top Swag" og "Veninder" er blevet streamet over 7 millioner gange hver især.
Niklas udgav i 2010 "Ingen Dikkedarer" og senere i 2011 "Chiller Når Du Flexer", der begge opnåede spilletid på radiostationerne. I november 2011 udgav Niklas sin debut-ep EP 1 på pladeselskabet Heartbeat Productions i samarbejde med Sony Music. I juli 2012 udgav Niklas EP 2  og fulgte op med studiealbummet CD 1 i november 2012. 
I juli 2017 udgav Niklas sin første engelsksprogede single "Follow Me".

## Diskografi

### EP'er
- "EP 1" (2011)
- "EP 2" (2012)

### Studiealbum
- "CD 1" (2012)

### Singler
| År                                                               | Titel                                        | Højeste placering | Højeste placering | Certificering                             | Album              |
| År                                                               | Titel                                        | Download          | Streaming         | Certificering                             | Album              |
| ---------------------------------------------------------------- | -------------------------------------------- | ----------------- | ----------------- | ----------------------------------------- | ------------------ |
| 2011                                                             | "Ikke mer' mig (Niklas f*** dig)"            | 10                | 12                | - Platin (streaming)                      | EP 1               |
| 2011                                                             | "Chiller når du flexer"                      | —                 | —                 | - Guld (streaming)                        | EP 1               |
| 2011                                                             | "Ingen dikkedarer"                           | 40                | 20                | - Platin (streaming)                      | EP 1               |
| 2011                                                             | "Top Swag"                                   | 19                | 1                 | - Guld (download) - 3× Platin (streaming) | EP 1               |
| 2011                                                             | "Veninder"                                   | 28                | 1                 | - Guld (download) - 3× Platin (streaming) | EP 1               |
| 2012                                                             | "Guldgraver"                                 | —                 | 15                | - Guld (streaming)                        | EP 2               |
| 2013                                                             | "Flyv Med Mig"                               | —                 | —                 |                                           | CD 1               |
| 2013                                                             | "Slem Pige"                                  | —                 | —                 |                                           | CD 1               |
| 2014                                                             | "For Fin" (feat. TopGunn)                    | —                 | —                 |                                           | ikke-album singler |
| 2014                                                             | "Tingene Kan Gå Hurtigt" (feat. Raske Penge) | —                 | —                 |                                           | ikke-album singler |
| 2016                                                             | "R.H.D.M.H.G.D."                             | —                 | —                 | - Platin (streaming)                      | ikke-album singler |
| 2017                                                             | "2 Lejligheder"                              | —                 | —                 | - Platin (streaming)                      | ikke-album singler |
| 2017                                                             | "Follow Me"                                  | 25                | —                 | - 3x Platin (streaming)                   | ikke-album singler |
| 2017                                                             | "Bedøver"                                    | —                 | —                 |                                           | ikke-album singler |
| 2018                                                             | "Promise You"                                | —                 | —                 |                                           |                    |
| "—" markerer en udgivelse der ikke opnåede en hitlisteplacering. |                                              |                   |                   |                                           |                    |

### Gæsteoptrædener
- Yepha - "Det går ned" (feat. Niklas) (2012)
- Rasmus Thude - "Fest med de bedst" (feat. Niklas) (2012)
- Klumben - "Nede med koldskål" (feat. Niklas, Shaka Loveless, Mette Lax, Djämes Braun & Steggerbomben) (2012)
- Darwich - "Ta' det af" (feat. Niklas) (2014)
- ADHD - "Bad" (feat. Niklas) (2016)
- Albert Dyrlund "ICE" (feat. Niklas) (2018)